# Leptacinus intermedius
Leptacinus intermedius – gatunek chrząszcza z rodziny kusakowatych i podrodziny kusaków. Naturalnie zamieszkuje zachód Palearktyki, a ponadto zawleczony został do Nearktyki.

## Taksonomia
Gatunek ten opisany został po raz pierwszy w 1936 roku przez Horace’a St. Johna Kelly’ego Donisthorpe’a na łamach „Entomologist's Monthly Magazine”. Jako lokalizację typową wskazano Windsor Forest w Wielkiej Brytanii.

## Morfologia

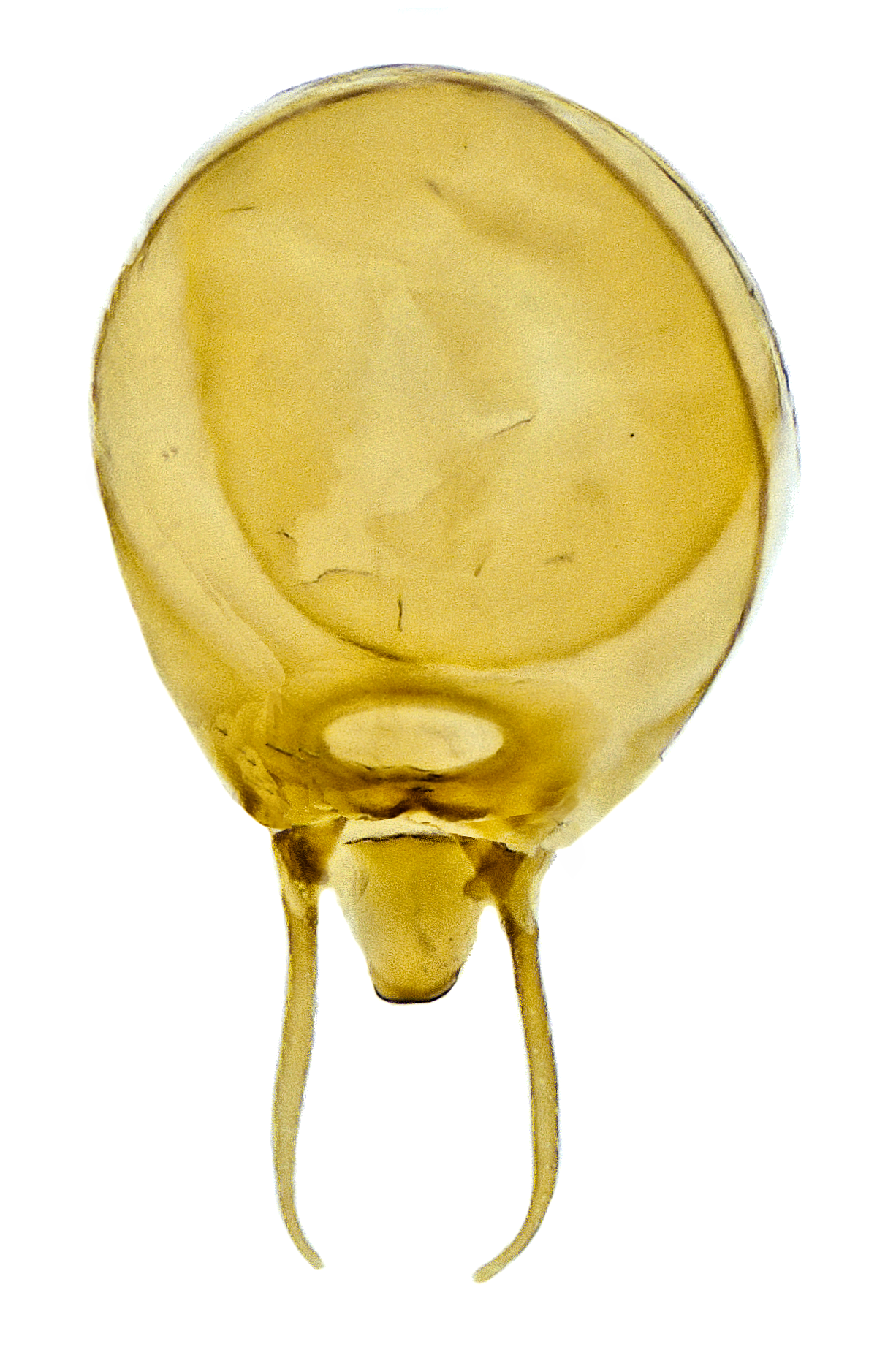
Edeagus

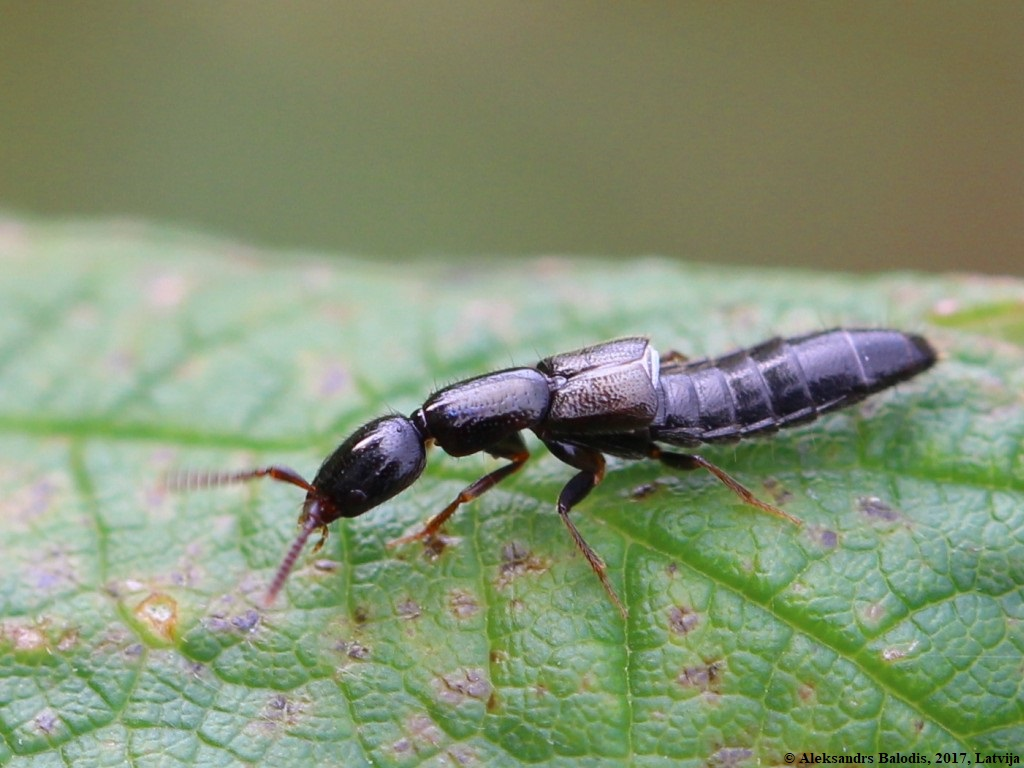
Imago w środowisku

Chrząszcz o wydłużonym, wąskim ciele długości od 3,5 do 4,5 mm. Głowa jest duża, o małych oczach, umieszczonych tuż przy ich krawędziach wewnętrznych, skierowanych ku środkowi czoła, ale go nieosiągających bruzdach czołowych zewnętrznych i smukłym z zaostrzonym szczytem ostatnim członie głaszczków szczękowych, umieszczona na cienkiej szyi. Ubarwienie czułków i głaszczków jest czerwonobrunatne. Na przedpleczu występują grzbietowe szeregi liczące od 10 do 16 gęsto upakowanych punktów. Mikrorzeźba w postaci falistych zarysowań poprzecznych w tylnej części przedplecza jest dobrze widoczna. Barwa pokryw jest brunatna z zażółconymi tylnymi krawędziami. Odnóża są czerwonobrunatne. Odwłok samca ma szósty sternit o głęboko wyciętej i nierównomiernie porośniętej bardzo długim owłosieniem krawędzi tylnej.

## Ekologia i występowanie
Owad ten bytuje wśród gnijących szczątków roślinnych.
Gatunek pierwotnie palearktyczny, ale zawleczony do Nearktyki. W Europie znany jest z Wielkiej Brytanii, Portugalii, Francji, Belgii, Holandii, Niemiec, Szwajcarii, Austrii, Włoch, Danii, Szwecji, Norwegii, Finlandii, Estonii, Polski, Czech, Słowacji, Węgier, Grecji i europejskiej części Rosji. W Azji podawany jest z Cypru i Turcji, a w Afryce z Algierii i Libii. W Kanadzie notowany jest z Kolumbii Brytyjskiej, Alberty, Saskatchewan, Manitoby, Ontario i Quebecu. W Stanach Zjednoczonych zasięgiem obejmuje Waszyngton, Oregon, Kalifornię, Nevadę, Arizonę, Kolorado, Nowy Meksyk, Nebraskę, Illinois, Indianę, Ohio, Massachusetts, Connecticut, Nowy Jork i Pensylwanię.